# Општина Дебар
Општина Дебар је једна од 13 општина Југозападног региона у Северној Македонији. Седиште општине је истоимени град Дебар.

## Положај
Општина Дебар налази се у западном делу Северне Македоније и погранична је према Албанији на западу. Са других страна налазе се друге општине Северне Македоније:
- север — Општина Маврово и Ростуша
- исток — Општина Другово
- југоисток — Општина Дебарца
- југ — Општина Средиште Жупа

## Природне одлике
Рељеф: Општина Дебар налази у средишем делу тока Црног Дрима, у истоименој области Дебар. Западни део општине нижи и котлински, док је источни планински — планина Дешат на североистоку и планина Стогово на југоистоку.
Клима у општини влада оштрија варијанта умерене континенталне климе због знатне надморске висине.
Воде: Најважнији ток у општини је река Црни Дрим, а сви мањи водотоци су њене притоке. Најважнија притока је река Радика, на којој је образовано вештачко Дебарско језеро.

## Становништво
Општина Дебар имала је по последњем попису из 2002. г. 19.542 ст., од чега у седишту општине, граду Дебру, 14.000 ст. (72%). Општина је густо насељена.
Национални састав по попису из 2002. године био је:
|           | Број   | Постотак |
| Укупно    | 19.542 | 100%     |
| Албанци   | 11.348 | 62,2%    |
| Македонци | 3.911  | 18,8%    |
| Турци     | 2.684  | 11,0%    |
| Роми      | 1.080  | 6,3%     |
| остали    | 519    | 2,7%     |

Према званичном попису из 2002, као Срби изјашњава се 22 људи.

## Насељена места
У општини постоје 18 насељених места, једно градско (Дебар), а осталих 17 са статусом села:
| - Дебар - Баниште - Бомово - Гари - Горњи Косоврасти - Доњи Косоврасти | - Коњари - Кривци - Могорче - Осој - Отишани - Рајчица | - Селокући - Спас - Татар Елевци - Трнанић - Хаме - Џепиште |  |

## Познате личности
- Алекса Јовановић Коџа, српски просветни радник и историчар